# Zbigniew Wankiewicz
Zbigniew Wankiewicz (ur. 6 stycznia 1957) – polski koszykarz, występujący na pozycji środkowego, medalista mistrzostw Polski.

## Osiągnięcia
Drużynowe
- Brązowy medalista Polski (1978)
- Awans do najwyższej klasy rozgrywkowej z ŁKS-em Łódź (1980)